# متغير دلتا الترس

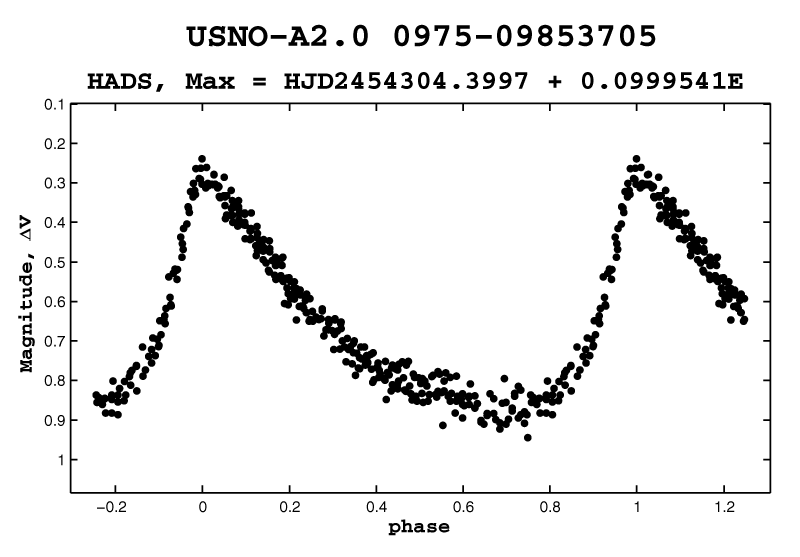
منحن ضوئي لدلتا الترس

متغير دلتا الترس (يطلق عليه أحيانًا قيفاوي قزم عندما تكون سعة النطاق V أكبر من 0.3 قدر ظاهري) هو نجم متغير نابض يظهر تباينات في سطوعه بسبب نبضات قُطرية وغير قُطرية من سطح النجم خلال فترات تتراوح بين حوالي 30 دقيقة إلى 8 ساعات. متغيرات دلتا الترس من الأنواع طيفية A إلى أوائل F ذات مرتبة إضاءة من V إلى III، وسعات ضوئية أقل من القدر 1. متغيرات دلتا الترس شموع قياسية هامة، وقد استخدمت لتحديد المسافة إلى سحابة ماجلان الكبرى، العناقيد المغلفة، العناقيد المفتوحة، ومركز المجرة.
متغيرات دلتا الترس بعد الأقزام البيضاء، هي ثاني أكثر المتغيرات النابضة وفرة في مجرة درب التبانة. اكتشف تغير نجوم دلتا الترس عام 1935 وسميت «أقزام سيفيد» من قبل Smith (1955) لأنها تبدو مختلفة عن متغيرات RR القيثارة بريجر (1979، 1980) اقترح تسمية كل هذه الأجرام «نجوم دلتا الترس» "Delta Scuti stars". وهذة التسمية مقبولة الآن على نطاق واسع.